# Орден «За службу Родине» (Беларусь)
Орден «За службу Родине» (бел. Ордэн «За службу Радзіме») — государственная награда Республики Беларусь. Учрежден Постановлением Верховного Совета Республики Беларусь № 3726-XII от 13 апреля 1995 года. До появления ордена Трудовой Славы был единственным из белорусских орденов, сохранивший преемственность от советской наградной системы.

## Статут
Орден «За службу Родине» имеет три степени:
- орден «За службу Родине» I степени;
- орден «За службу Родине» II степени;
- орден «За службу Родине» III степени.

Высшей степенью ордена «За службу Родине» является I степень.
Награждение производится последовательно орденом «За службу Родине» III, II
и I степени.
Орденом «За службу Родине» награждаются военнослужащие, лица начальствующего и рядового состава органов внутренних дел, органов финансовых расследований Комитета государственного контроля Республики Беларусь, органов и подразделений по чрезвычайным ситуациям:
- за образцовое исполнение воинского долга, достижение высокой боевой выучки подчиненных соединений и воинских частей Вооруженных Сил Республики Беларусь, других войск и воинских формирований Республики Беларусь, создаваемых в соответствии с законодательством Республики Беларусь;
- за поддержание высокой боевой готовности войск, обеспечение обороноспособности Республики Беларусь;
- за отвагу и самоотверженность, проявленные при исполнении воинского долга;
- за особые заслуги в укреплении государственной безопасности, охране государственной границы и борьбе с преступностью;
- за другие заслуги перед Родиной.

Орденом могут быть награждены организации, воинские части (подразделения), соединения Вооруженных Сил Республики Беларусь, других войск и воинских формирований, а также коллективы их работников.
Лица, ранее награждённые орденом «За службу Родине в Вооруженных Силах СССР», представляются к награждению орденом «За службу Родине» очередной степени.
Орден «За службу Родине» носится на правой стороне груди. Лента на орденской планке при наличии других орденов располагается в порядке старшинства степеней после ордена Воинской Славы.

## Описание
Орден «За службу Родине» I степени представляет собой выпуклую восьмиконечную звезду. Концы звезды, выполненные в виде позолоченных лучей, расходящихся от центра, чередуются с гладкими концами, покрытыми голубой эмалью и ограниченными по контуру позолоченным ободком. На гладких концах звезды изображены позолоченные верхняя и нижняя части двух скрещенных ракет.
В центральной части ордена на венке из дубовых листьев расположена позолоченная пятиконечная звездочка, обрамленная пояском, в нижней части которого находится позолоченная лавровая ветвь, в верхней части, покрытой белой эмалью, — надпись «За службу Радзіме». Ободки пояска позолоченные. Звездочка и поясок наложены на серебряные оксидированные крылья и меч.
У ордена «За службу Родине» II степени концы звезды, выполненные в виде лучей, серебряные, верхняя и нижняя части скрещенных ракет, ободки гладких концов звезды и звездочка в центре позолоченные.
Орден «За службу Родине» III степени изготавливается из серебра без позолоты.
Орден «За службу Родине» I, II, III степени изготавливается из серебра. Размеры ордена между противоположными гладкими концами 65 мм, между лучистыми — 58 мм. Обратная сторона ордена имеет гладкую поверхность, в центре находится номер ордена. На обратной стороне ордена имеется нарезной штифт с гайкой для крепления ордена к одежде.
Лента к ордену муаровая голубого цвета с желтыми продольными полосками посередине: для I степени — одна полоска, для II степени — две, для III степени — три полоски.

## Примечание
1. ↑  Декрет Президента Республики Беларусь №5 «О награждении государственными наградами Республики Беларусь». Pravo.by (7 декабря 2020). Дата обращения: 18 июля 2021. Архивировано 9 мая 2021 года.